# Werningsleben
Werningsleben ist ein Ortsteil der Gemeinde Amt Wachsenburg im Ilm-Kreis (Thüringen).

## Geografie
Werningsleben liegt im Thüringer Becken in etwa 300 Metern Höhe zwischen Arnstadt im Südwesten und Erfurt im Norden. Die Umgebung ist von flachen Ackerflächen geprägt, die im Osten sanft zum Riechheimer Berg ansteigen. Das Dorf selbst liegt am Marbach, einem Nebenfluss der Wipfra.

## Geschichte
Um 796 wurde Werningsleben als Werningzelbo erstmals urkundlich erwähnt, und zwar in einem Register des Klosters Hersfeld. Der Ortsname geht auf den germanischen Stamm der Warnen zurück. Sie bezeichneten ihr Grundeigentum mit Levo, Lebo oder Leibo als „ehrlich hinterlassenes Gut“. Viele Dörfer tragen heute noch die Namensendung -leben. Über 200 Jahre war der Ort bis 1357 dem Grafengeschlecht derer von Henneberg zugehörig. Bis 1802 war Werningsleben ein Küchendorf im Stadtamt der Stadt Erfurt und somit zu Kurmainz gehörend. Anschließend gehörte der Ort zu Preußen und von 1807 bis 1814 zum französischen Fürstentum Erfurt, danach von 1816 bis 1945 wiederum zu Preußen bzw. dem Landkreis Erfurt. Im Jahr 1952 wurde es aus dem Landkreis Erfurt ausgegliedert und kam zum Kreis Arnstadt, der 1994 im Ilm-Kreis aufging. Seit dem 24. Januar 1974 ist Werningsleben keine eigenständige Gemeinde mehr, sondern war zu Kirchheim gehörig, welches am 1. Januar 2019 nach Amt Wachsenburg eingemeindet wurde. Den Charakter als Straßendorf entlang des Marbachs hat der Ort bis heute behalten.

## Politik
Die zu Amt Wachsenburg gehörigen Ortsteile Kirchheim und Werningsleben haben eine gemeinsame Ortsteilverfassung gemäß § 45 Thüringer Kommunalordnung, sodass für beide Ortsteile ein gemeinsamer Ortsteilbürgermeister und Ortsteilrat zuständig ist.
Der ehrenamtliche Ortsteilbürgermeister ist Steve Spindler. Er wurde zuletzt bei den Kommunalwahlen in Thüringen am 26. Mai 2024 im Amt bestätigt. Zusammen mit sechs weiteren Mitgliedern bildet Spindler den gemeinsamen Ortsteilrat von Kirchheim und Werningsleben.

## Sehenswürdigkeiten
- Die barocke Dorfkirche ist dem Heiligen Georg geweiht und wurde ab dem Jahr 1706 anstelle eines Vorgängerbaus neu errichtet, wobei der spätgotische Turm und andere Teile des alten Gebäudes weitestgehend erhalten blieben. Zwei Jahre später erfolgte die Einweihung als „Allerheiligenkirche“. Der aus dem 15. Jahrhundert stammende Kirchturm wurde 2003 restauriert. Besonders sehenswert ist die um 1500 entstandene Wandmalerei, die den Heiligen Christophorus darstellt. Die Malerei wurde im Zuge der letzten Sanierung hinter der ersten Empore freigelegt. Weitere Sanierungsmaßnahmen unter tatkräftiger Mithilfe der Einwohner des Ortes machten es möglich, dass die Kirche zu ihrem 300-jährigen Jubiläum im Jahr 2008 wieder in neuem Glanz erstrahlen konnte. Die aus dem 18. Jahrhundert stammende Orgel ist derzeit nicht bespielbar, sie war mehrere Jahrzehnte nicht mehr in Betrieb.[5] Am Nordeingang des Friedhofs befindet sich ein Stein mit der Jahreszahl 1564 und dem Erfurter Wappen.
An der Nordseite der Kirche ist ein überdachter, hölzerner, einläufiger Emporenaufgang angebaut.
- Der Waidmühlstein erinnert an die Jahre des Waidanbaus zwischen 1579 und 1604.

## Wirtschaft und Infrastruktur
Werningsleben ist, wie der gesamte Norden des Ilm-Kreises, landwirtschaftlich geprägt. Östlich des Ortes liegt der Werningslebener Wald. An dessen Ostrand führt der vielbegangene Wanderweg von Erfurt zum Riechheimer Berg entlang, er ist in diesem Teilstück identisch mit einer Strecke des Hauptwanderwegs Jena–Eisenach. Straßen verbinden den Ort mit Erfurt und Bechstedt-Wagd im Norden, Witzleben und Gügleben im Osten, Stadtilm und Elxleben im Süden und Arnstadt und Kirchheim im Westen.